# Okres Lwówek Śląski
Okres Lwówek Śląski (polsky Powiat lwówecki) je okres v polském Dolnoslezském vojvodství u hranic s Českou republikou. Rozlohu má 709,69 km² a v roce 2023 zde žilo 42 817 obyvatel. Sídlem správy okresu je město Lwówek Śląski.

## Geografie
Okres se nachází v jihovýchodní části vojvodství, v jeho jižní části vystupuje polská část Jizerských hor. Na západě sousedí s okresem Lubáň, na severu s okresem Bolesławiec, na severovýchodě s okresem Złotoryja a na východě s okresem Krkonoše. Na jihu sousedí s Českou republikou, přesněji s Libereckým krajem.

## Gminy
Městsko-vesnické:
- Gryfów Śląski
- Lubomierz
- Lwówek Śląski
- Mirsk
- Wleń

## Města
- Gryfów Śląski
- Lubomierz
- Lwówek Śląski
- Mirsk
- Wleń

## Sousední okresy
| Růžice kompasu | Bolesławiec | Bolesławiec         | Bolesławiec  | Růžice kompasu |
| Růžice kompasu | Lubáň       | Sever               | Złotoryja    | Růžice kompasu |
| Růžice kompasu | Lubáň       | Okres Lwówek Śląski | Złotoryja    | Růžice kompasu |
| Růžice kompasu | Lubáň       | Jih                 | Złotoryja    | Růžice kompasu |
| Růžice kompasu | Liberec     | Jelenia Góra        | Jelenia Góra | Růžice kompasu |